# William Tyndale

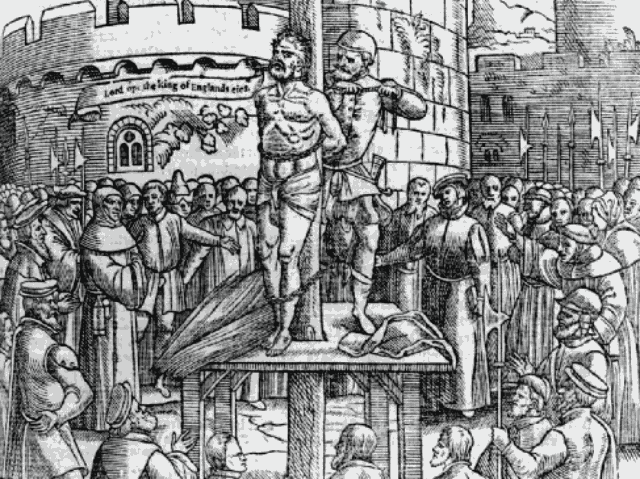
William Tyndale op de brandstapel in Vilvoorde. Uit: Foxe's Martyrs.

William Tyndale [ˈtɪndəl] (Gloucestershire, circa 1494 - Vilvoorde, 6 oktober 1536) was een Engels theoloog, priester en Bijbelvertaler. Hij vertaalde de Bijbel in een vroege vorm van het moderne Engels. Hij was de eerste vertaler die ook gebruikmaakte van de boekdrukkunst om de Bijbel te verspreiden.
William Tyndale, ook William of Tindale gespeld, studeerde in Oxford aan de Magdalen Grammar School, ging vervolgens theologie volgen en werd in 1517 tot priester gewijd. Hij interesseerde zich voor het humanisme, kwam in contact met de geschriften van Maarten Luther en stuitte daardoor op tegenstand van de geestelijkheid. In 1525 reisde hij naar Keulen, Worms en Marburg waar hij het Nieuwe Testament in het Engels vertaalde, dat in 1526 te Worms verscheen. Aan zijn wijze van vertalen en ook aan zijn aantekeningen is de invloed van Luther zeer duidelijk te merken. In Engeland verzette de geestelijkheid zich hevig tegen de vertaling van de Bijbel. Uit het vasteland binnengesmokkelde exemplaren werden inbeslaggenomen en verbrand. Met Thomas More had Tyndale een briefwisseling over de voornaamste reformatorische strekkingen. Steeds op de vlucht voor de katholieke geestelijkheid, werkte hij ten slotte te Antwerpen, waar hij bij Merten de Keyser een herziening van zijn Nieuwe Testament (1534), een vertaling van de Pentateuch en verscheidene theologische geschriften het licht liet zien. Vanuit Antwerpen kon hij het vervoer van zijn boeken verzorgen, een onthaaldienst voor Engelse vluchtelingen organiseren en de politieke verwikkelingen in Engeland op de voet volgen via informanten.
Andere geschriften van Tyndales hand zijn: ‘Inleiding tot de brief van de Romeinen’, ‘The Parable of the Wicked Mammon’ en ‘The Obedience of a Christian Man’ dat bij de Antwerpse drukker Jan Hoochstraaten (pseudoniem Hans Lufft) werd uitgegeven. Ook de Pentateuchvertaling van Tyndale kwam bij deze drukker tot stand en werd naar Engeland verscheept.
Bij de Inquisitie aangebracht door de Engelse bisschop Stokesley, werd hij in Antwerpen gevangengenomen en wachtte hem in Vilvoorde de marteldood door wurging en verbranding. Een gedenksteen in deze stad en een klein museum ‘William Tyndale’ bij de protestantse kerk aldaar (Rondeweg 3) herinneren aan zijn levenswerk en zijn gewelddadige dood als martelaar. Van Tyndales uitstekende vertaalwerk is veel in latere Engelse Bijbeluitgaven bewaard gebleven, met name ook in de King Jamesbijbel.

## Geraadpleegde werken
- William Tyndale; Rob Camphyn; Uitgave VPKB Vilvoorde.
- Beknopt leerboek der kerkgeschiedenis; Dr H. Berkhof & Dr N.M.H. Van der Burg
- Handboek van de geschiedenis van het christendom in woord en beeld; J.N. Voorhoeve –Den Haag

- Bibsys: 10023170
- Biblioteca Nacional de España: XX1735444
- Bibliothèque nationale de France: cb12003755c (data)
- Gemeinsame Normdatei: 118624881
- International Standard Name Identifier: 0000 0003 5528 0786
- Library of Congress Control Number: n83021140
- Bibliotheek van het Japanse parlement: 00842176
- Nationale Bibliotheek van Tsjechië: skuk0005667
- Nationale bibliotheek van Australië: 35559857
- Nationale Bibliotheek van Israël: 987007269287005171
- Nationale Bibliotheek van Polen: a0000001282362
- Nationale en Universitaire bibliotheek Zagreb: 000317812
- Nederlandse Thesaurus van Auteursnamen: 069082723
- Istituto Centrale per il Catalogo Unico: UBOV573430
- LIBRIS: 225015
- Système universitaire de documentation: 028144759
- Trove: 995905
- Virtual International Authority File: 87513128